# Pristimantis quicato
Pristimantis quicato es una especie de anfibio anuro de la familia Craugastoridae.

## Distribución geográfica
Esta especie es endémica del departamento del Valle del Cauca de Colombia. Se encuentra en Palmira entre los 2600 y 2900 m sobre el nivel del mar en la Cordillera Central. Su localidad tipo es la Reserva Natural La Sirena (3° 31′, 76° 06′ W), Corregimiento de Tenjo, Municipalidad de Palmira.

## Publicación original
- Ospina-Sarria, Mendez-Narvaez, Burbano-Yandi & Bolívar-García, 2011: A new species of Pristimantis (Amphibia:Craugastoridae) with cranial crests from the Colombian Andes. Zootaxa, n.º 3111, p. 37-48.[4]